# Robert Gazizov
Robert Gazizov (basjkirsk: Роберт Хәким улы Ғәзизов ; født 25. september 1939 i Ufa i Republikken Basjkortostan, Sovjetunionen) er en russisk komponist og lærer,  der er blevet amerikansk statsborger.
Gazizov studerede komposition på Kazan University of Arts og Bashkir Institute of Arts. Han har skrevet 3 symfonier, orkesterværker, koncerter, kammermusik, scenemusik, popmusik og jazzværker etc. Underviste ligeledes i komposition på forskellige skoler og konservatorier i Ufa.
Gazizov var ligeledes formand for komponistforeningen i Ufa, og var direktør for Russian Dramatic Theatre i Ufa.

## Udvalgte værker
- Symfoni nr. 1 (1980) - for orkester
- Symfoni nr. 2 (1987) - for orkester
- Symfoni nr. 3 (1994) - for orkester
- Klaverkoncert (1988-1989) - for klaver og orkester
- Violinkoncert (1987) - for violin og orkester
- Symfonisk digtning "Til minde om helte" (1985) - for orkester